# Піскарьовське меморіальне кладовище
Піскарьовське меморіальне кладовище — одне з місць масових поховань жертв блокади Ленінграда і воїнів Ленінградського фронту, що загинули під час радянсько-німецької війни. На кладовищі споруджений меморіал полеглим. Розташоване на півночі Санкт-Петербурга. Засноване в 1939 році біля села Піскарьовка (тепер у Калінінському районі Санкт-Петербурга).
В 1941—1944 роках стало місцем масових поховань: в братських могилах поховані жертви блокади Ленінграда і воїни Ленінградського фронту (близько 470 тисяч осіб); за іншими даними, 520 тисяч осіб — 470 тисяч блокадників і 50 тисяч військовослужбовців). Найбільше число померлих припало на зиму 1941—1942 років (15 лютого 1942 року доставлено для поховання на кладовищі 8452 померлих, 19 лютого — 5569, 20 лютого — 10043)[2]. Дослідник блокади письменник Михайло Стригін оскаржує кількість похованих і вважає, що в дійсності поховано близько 3 мільйонів чоловік. У 1941 році в Ленінград прибуло близько 3 мільйонів біженців, число жителів дійшло майже до 6 мільйонів чоловік, а смертність досягла значення близько 62 %.